# مرحله سوم
«مرحله سوم» (به انگلیسی: Third Stage) آلبومی از بوستون است که در سال ۱۹۸۶ میلادی منتشر شد.